# Sorsele kommun
Sorsele kommun är en kommun i Västerbottens län i landskapet Lappland i Sverige. Centralort är Sorsele.
Vid norska gränsen i nordväst finns kalfjällsområde vilka i sydöst övergår till områden med myrmark. Traditionellt har träindustrin varit en viktig del av kommunens näringsliv, men i början av 2020-talet var kommunen den största arbetsgivaren. 
Sedan kommunen bildades 1971 och fram till 2020 har kommunens befolkning nästan halverats. Socialdemokraterna har länge varit största parti i kommunvalen, men slogs i valet 2022 av Vänsterpartiet. Socialdemokraterna har också varit med och styrt kommunen under en stor del av dess historia.

## Administrativ historik
Kommunens område motsvarar Sorsele socken där Sorsele landskommun bildades när kommunreformen 1862 genomfördes i Lappland 1874/1875. 
Sorsele municipalsamhälle inrättades 15 november 1935 och upplöstes vid utgången av 1955.
Kommunreformen 1952 påverkade inte indelningarna i området, då varken Västerbottens eller Norrbottens län berördes av reformen.
Sorsele kommun bildades vid kommunreformen 1971 genom en ombildning av Sorsele landskommun.
Kommunen ingår sedan bildandet i Lycksele domsaga.
Kommunen ingår sedan 2010 i Förvaltningsområdet för samiska, kommunnamnet på umesamiska är Suorssán tjeälddie .

## Geografi
Kommun ligger i den nordvästra delen av Västerbottens län och gränsar i väst till Rana kommun i Norge samt till de svenska kommunerna Arjeplogs kommun i nord, Arvidsjaurs kommun i nordöst, Malå kommun och Lycksele kommun i öst och Storumans kommun i syd.

### Topografi och hydrografi
Vid norska gränsen i nordväst finns  kalfjällsområde vilka i sydöst övergår till områden med myrmark. Från nordväst till sydöst genomflyts kommunen av två stora vattendrag, Juktåns vattensystem i söder och längre norrut den större Vindelälven. Vindelälven är en av Sveriges orörda älvar som har stort naturvärde både ur landskapssynpunkt och ur vetenskaplig synpunkt. Kring älvens övre lopp ligger Vindelfjällens naturreservat. I området för reservatet finns Tärnasjö- och Artfjällsområdena, Juktådalen samt fjällurskogarna Kirjesålandet, Matsorliden och Giertsbäckdalen. Ett flertal av Ammarfjällets toppar når över 1 300 meter över havet. Ett flackare förfjällsområde breder ut sig sydöst om fjällområdet.
Nedan presenteras andelen av den totala ytan 2020 i kommunen jämfört med riket.
|  | Bebyggelse (0,5 %) |

|  | Skog (54,5 %) |

|  | Öppen myrmark (9,6 %) |

|  | Jordbruksmark (0,1 %) |

|  | Övrig mark (35,3 %) |

|  | Bebyggelse (3,1 %) |

|  | Skog (68,0 %) |

|  | Öppen myrmark (7,2 %) |

|  | Jordbruksmark (7,4 %) |

|  | Övrig mark (14,3 %) |

### Naturskydd
År 2022 fanns 14 naturreservat i Sorsele kommun. Bland dessa finns Vindelfjällens naturreservat som med sina 560 000 hektar yta är Europas största naturreservat. Cirka 80 procent av reservatet ligger i Sorsele kommun. År 2017 var 53 procent av kommunens yta skyddad som naturreservat.

### Administrativ indelning
Fram till 2016 var kommunen för befolkningsrapportering indelad i ett område, Sorsele församling.

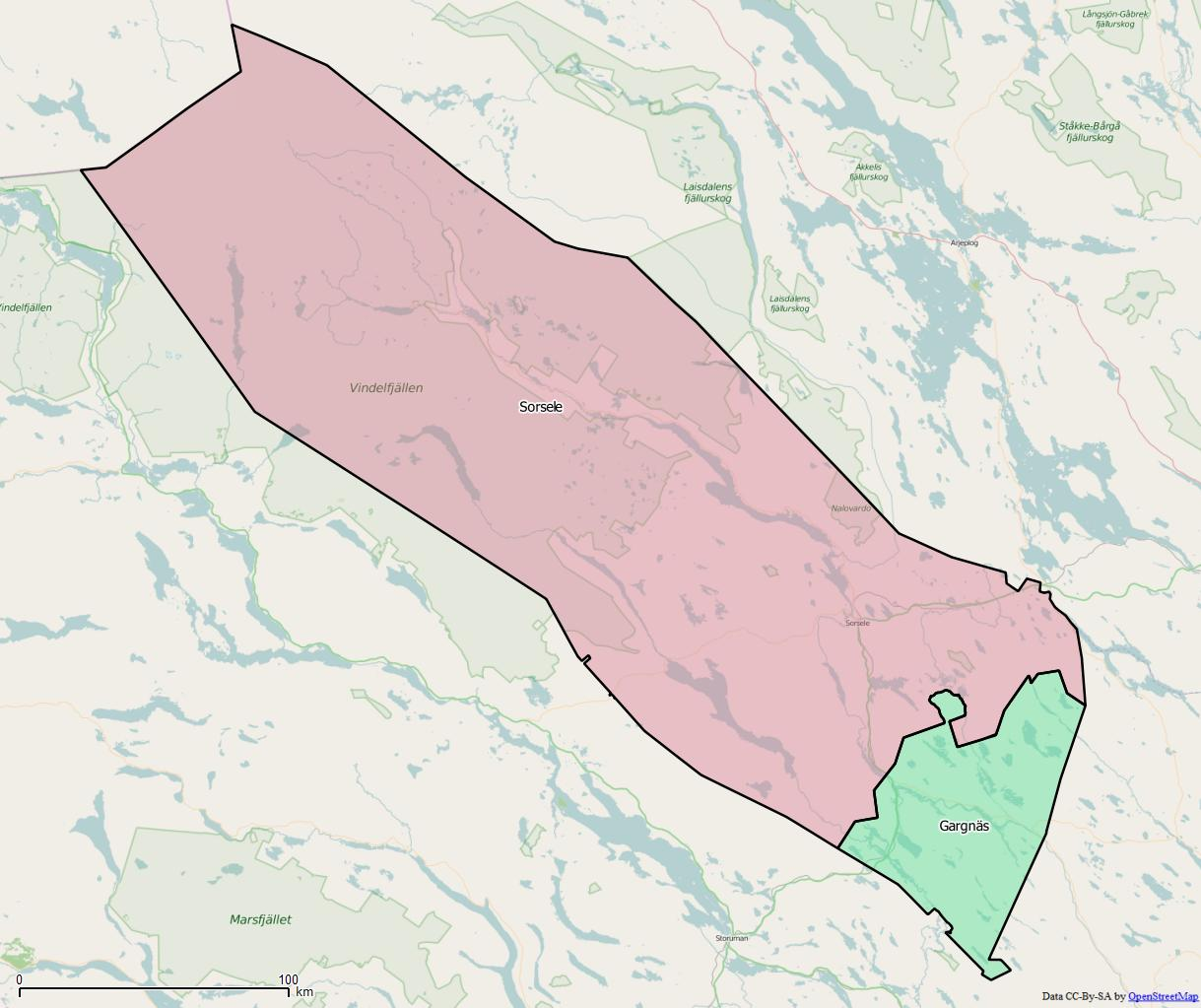
Distrikt inom Sorsele kommun.

Från 2016 indelas kommunen istället i två distrikt– Gargnäs och Sorsele.

### Tätorter
År 2020 bodde 45,6 procent av kommunens invånare i någon av kommunens tätorter, vilket var lägre än motsvarande siffra för riket där genomsnittet var 87,6 procent. Vid Statistiska centralbyråns tätortsavgränsning 2020 fanns det en tätort i Sorsele kommun:
| Tätort  | Befolkning |
| ------- | ---------- |
| Sorsele | 1 113      |

Kommunen hade den 31 december 2017 en befolkningstäthet på 0,3 invånare per km², medan den i riket var 24,8 inv/km².

## Styre och politik

### Styre
Mandatperioden 2010–2014 styrdes kommunen av Socialdemokraterna i koalition med Vänsterpartiet, vilka samlade 19 av 31 mandat.
Efter valet 2014 fick dock det största partiet Socialdemokraterna ge upp makten till förmån för en blocköverskridande koalition bestående av Centerpartiet, Kristdemokraterna, Moderaterna och Vänsterpartiet. Detta mot bakgrund av att Socialdemokraterna sagt nej till att införa 35 timmars arbetsvecka för undersköterskor och personal som jobbar inom hemtjänsten, något den nya koalitionen kunnat enas om.
Efter valet 2018 styrs kommunen av Centerpartiet i koalition med Vänsterpartiet. Något som det sittande kommunalrådet Kjell Öjeryd (V) kommenterade "I en liten kommun måste man tänka på kommunens bästa, det är det som är viktigt". Efter valet 2022 styrs kommunen återigen av Vänsterpartiet och Socialdemokraterna tillsammans.

### Kommunfullmäktige
Kommunfullmäktige i Sorsele hade 31 mandat fram till valet 2018, därefter minskades dessa till 21 mandat.

#### Presidium
| Presidium 2022–2026    | Presidium 2022–2026 | Presidium 2022–2026 |
| ---------------------- | ------------------- | ------------------- |
| Ordförande             | V                   | Maria Broberg       |
| Förste vice ordförande | M                   | Lilian Holloway     |
| Andre vice ordförande  | S                   | Bo Brydsten         |

#### Mandatfördelning 1970–2022
|  | 13 | 3 | 4 | 6 | 3 |  |

| 27 |

|  | 12 | 3 | 6 | 5 | 3 |  |

| 26 | 5 |

|  | 12 | 4 | 5 | 4 | 3 | 2 |

| 23 | 8 |

| 13 | 2 | 7 | 4 | 3 | 2 |

| 20 | 11 |

| 14 | 3 | 6 | 3 | 3 | 2 |

| 20 | 11 |

|  | 14 | 3 | 5 | 3 | 3 | 2 |

| 23 | 8 |

| 14 |  |  | 4 | 3 | 3 | 5 |

| 22 | 9 |

| 13 |  | 5 | 2 | 3 | 7 |

| 18 | 13 |

| 15 | 2 | 9 |  | 2 | 2 |

| 19 | 12 |

| 16 | 3 | 4 |  | 3 | 4 |

| 16 | 15 |

| 3 | 13 | 2 | 4 | 2 | 3 | 4 |

| 21 | 10 |

| 5 | 10 | 8 | 2 | 3 | 3 |

| 16 | 15 |

| 7 | 12 |  | 7 | 2 | 2 |

| 18 | 13 |

| 6 | 8 | 1 | 4 | 1 | 1 |

| 11 | 10 |

| 8 | 8 | 1 | 3 | 1 |

| 12 |  | 8 |

| 8 | 8 | 2 | 3 |

| 10 |  | 10 |

### Nämnder

#### Kommunstyrelse
Totalt har kommunstyrelsen nio ledamöter, varav fyra tillhör Socialdemokraterna, tre tillhör Vänsterpartiet medan Centerpartiet och Moderaterna har en ledamot vardera.
| Presidium 2022–2026 | Presidium 2022–2026 | Presidium 2022–2026 |
| ------------------- | ------------------- | ------------------- |
| Ordförande          | S                   | Pia Sjöberg         |
| Vice ordförande     | V                   | Kjell Öjeryd        |

#### Lista över kommunstyrelsens ordförande
- Rune Tovetjärn, Moderaterna, 1985–1993[22]
- Henrik Samuelsson, Centerpartiet, 1994–1997[23]
- Laila Borgström, Socialdemokraterna, 1998–31 december 2002[24][25][26]
- Tor Israelsson, Socialdemokraterna, 1 januari 2003–31 augusti 2005[27]
- Sonja Näsström, Socialdemokraterna, 1 september 2005–31 december 2006[27]
- Roland Wermelin, Centerpartiet, 1 januari 2007–31 december 2010[28][29]
- Caisa Abrahamsson, Socialdemokraterna, 1 januari 2011–31 december 2014[30][31]
- Kjell Öjeryd, Vänsterpartiet, 1 januari 2015–1 september 2024[32][33]
- Pia Sjöberg, Socialdemokraterna, september 2024–[34]

Denna lista hämtas från Wikidata. Informationen kan ändras där.

#### Övriga nämnder
| Nämnder 2022–2026       | Ordförande | Ordförande         | Vice ordförande | Vice ordförande |
| ----------------------- | ---------- | ------------------ | --------------- | --------------- |
| Samhällsbyggnadsnämnden | S          | Ulrik Thureson     | C               | Jan Axelsson    |
| Valnämnden              | C          | Alexandra Wermelin | S               | Erika F Hedman  |

### Valresultat 2022
| Parti                            | Valdistrikt | Valdistrikt | Kommun  |
| Parti                            | Starkaste   | Andel       | Andel   |
| -------------------------------- | ----------- | ----------- | ------- |
| V                                | Sorsele     | 38,97 %     | 35,86 % |
| S                                | Sorsele     | 35,51 %     | 35,52 % |
| M                                | Gargnäs     | 15,79 %     | 14,41 % |
| C                                | Gargnäs     | 16,75 %     | 11,66 % |
| KD                               | Gargnäs     | 3,35 %      | 1,45 %  |
| Data hämtat från Valmyndigheten. |             |             |         |

Exklusive uppsamlingsdistrikt. Partier som fått mer än en procent av rösterna i minst ett valdistrikt redovisas.

## Ekonomi och infrastruktur

### Näringsliv
Traditionellt har träindustrin varit en viktig del av kommunens näringsliv. Bland träindustrier hittas exempelvis Baseco Golv AB som tillverkar trägolv. En bransch som blivit allt viktigare är elektronikbranschen. Stora arbetsgivare i början av 2020-talet var kommunen samt Sorsele Buss och Taxi AB.
Sveriges rentätaste område finns i fjällbyn Ammarnäs. Där bedriver Grans och Rans samebyar renskötsel. Vintertid flyttar dock samerna renarna mot kusten medan de under sommaren befinner sig på kalfjället.

#### Energi
I området Blaiken finns en av de största landbaserade vindkraftparkerna i norra Europa. När parken är fullt utbyggd kommer den omfatta omkring 100 vindkraftverk, vilka kommer generera 700 GWh per år. I mars 2016 hölls en rådgivande folkomröstning i kommunen om huruvida ytterligare vindkraftverk skulle tillåtas i kommunen utöver de i Blaiken. Detta efter att Vattenfall offentliggjort planer på byggandet av 100 vindkraftverk. Valresultatet blev nekande.
| ”                                            | Vi är medvetna om att vi behöver hjälpas åt allihopa med den omställning vi står inför, men samtidigt vill vi se att en större del av vinsten ska komma kommunen till gagn | „ |
| – Pia Sjöberg, Socialdemokraterna i Sorsele. | |   |

Inför valet 2022 uppgav den styrande koalitionen att man trots valresultatet är fortsatt positiva till att det byggs fler vindkraftverk i kommunen.
I kommunen finns också två vattenkraftverk, Gertsbäcken i bäcken med samma namn och Juktan i Umeälven. De båda har en produktionskapacitet på 27,5 MW och 91,5 GWh.

### Infrastruktur

#### Transporter
Kommunen genomkorsas av E45. Genom kommunen går även länsvägarna 363, som följer Vindelälven upp mot Ammarnäs, och 370. Sorsele genomkorsas även av Inlandsbanan.

## Befolkning

### Demografi

#### Befolkningsutveckling
Kommunen har 2 357 invånare (31 december 2024), vilket placerar den på 289:e plats avseende folkmängd bland Sveriges kommuner.
Mellan 1970 och 2015 minskade befolkningen i Sorsele kommun med 41,7 % jämfört med hela Sveriges befolkning som under samma period ökade med 18,0 %.
| Befolkningsutvecklingen i Sorsele kommun 1970–2020                                                              | Befolkningsutvecklingen i Sorsele kommun 1970–2020 | Befolkningsutvecklingen i Sorsele kommun 1970–2020 | Befolkningsutvecklingen i Sorsele kommun 1970–2020 | Befolkningsutvecklingen i Sorsele kommun 1970–2020 |
| --- | -------------------------------------------------- | -------------------------------------------------- | -------------------------------------------------- | -------------------------------------------------- |
| |                                                    |                                                    |                                                    |                                                    |
| År |                                                    |                                                    | Folkmängd                                          |                                                    |
| 1970 | 1970                                               |                                                    | 4 313                                              |                                                    |
| 1975 | 1975                                               |                                                    | 4 060                                              |                                                    |
| 1980 | 1980                                               |                                                    | 3 923                                              |                                                    |
| 1985 | 1985                                               |                                                    | 3 689                                              |                                                    |
| 1990 | 1990                                               |                                                    | 3 547                                              |                                                    |
| 1995 | 1995                                               |                                                    | 3 392                                              |                                                    |
| 2000 | 2000                                               |                                                    | 3 195                                              |                                                    |
| 2005 | 2005                                               |                                                    | 2 905                                              |                                                    |
| 2010 | 2010                                               |                                                    | 2 736                                              |                                                    |
| 2015 | 2015                                               |                                                    | 2 516                                              |                                                    |
| 2020 | 2020                                               |                                                    | 2 442                                              |                                                    |
| Anm: Uppgifterna avser förhållandena den 31 december enligt den kommunala indelningen den 1 januari året efter. |                                                    |                                                    |                                                    |                                                    |

#### Utländsk bakgrund
Den 31 december 2016 utgjorde antalet invånare med utländsk bakgrund (utrikes födda personer samt inrikes födda med två utrikes födda föräldrar) 345, eller 13,61 % av befolkningen (hela befolkningen: 2 535 den 31 december 2016). Den 31 december 2002 utgjorde antalet invånare med utländsk bakgrund enligt samma definition 93, eller 3,05 % av befolkningen (hela befolkningen: 3 046 den 31 december 2002).
| Bakgrund den 31 december 2016                             | Antal | Andel   | Varav män | Kvinnor |
| --------------------------------------------------------- | ----- | ------- | --------- | ------- |
| Utrikes födda                                             | 319   | 12,58 % | 176       | 143     |
| Inrikes födda med två utrikes födda föräldrar             | 26    | 1,03 %  | 13        | 13      |
| Inrikes födda med en inrikes och en utrikes född förälder | 77    | 3,04 %  | 44        | 33      |
| Inrikes födda med två inrikes födda föräldrar             | 2 113 | 83,35 % | 1 126     | 987     |

#### Invånare efter de vanligaste födelseländerna
Denna tabell redovisar födelseland för Sorsele kommuns invånare enligt den statistik som finns tillgänglig från Statistiska centralbyrån (SCB). SCB redovisar endast födelseland för de fem nordiska länderna samt de 12 länder med flest antal utrikes födda i hela riket. En person som inte kommer från något av de här 17 länderna har istället av SCB förts till den världsdel som födelselandet tillhör. Personer födda i Sovjetunionen samt de personer med okänt födelseland är också medtagna i statistiken.
| Födelseland 31 december 2017 | Födelseland 31 december 2017      | Födelseland 31 december 2017 | Födelseland 31 december 2017 | Födelseland 31 december 2017 |
| ---------------------------- | --------------------------------- | ---------------------------- | ---------------------------- | ---------------------------- |
| Nr                           | Land/världsdel                    | Antal                        | Andel                        | Andel i hela riket           |
| 1                            | Sverige                           | 2 207                        | 87,72 %                      | 81,45 %                      |
| 2                            | Tyskland                          | 68                           | 2,70 %                       | 0,50 %                       |
| 3                            | Afghanistan                       | 49                           | 1,95 %                       | 0,43 %                       |
| 4                            | Somalia                           | 39                           | 1,55 %                       | 0,66 %                       |
| 5                            | Asien: Övriga länder              | 29                           | 1,15 %                       | 2,22 %                       |
| 6                            | Europa utom EU: Övriga länder     | 28                           | 1,11 %                       | 0,77 %                       |
| 7                            | Finland                           | 16                           | 0,64 %                       | 1,49 %                       |
| 8                            | Eritrea                           | 14                           | 0,56 %                       | 0,39 %                       |
| 9                            | Europeiska unionen: Övriga länder | 12                           | 0,48 %                       | 2,15 %                       |
| 9                            | Norge                             | 12                           | 0,48 %                       | 0,42 %                       |
| 11                           | Sydamerika                        | 10                           | 0,40 %                       | 0,70 %                       |
| 12                           | Afrika: Övriga länder             | 8                            | 0,32 %                       | 1,01 %                       |
| 13                           | Polen                             | 6                            | 0,24 %                       | 0,90 %                       |
| 14                           | Syrien                            | 5                            | 0,20 %                       | 1,70 %                       |
| 15                           | Thailand                          | 4                            | 0,16 %                       | 0,41 %                       |
| 16                           | Nordamerika                       | 3                            | 0,12 %                       | 0,38 %                       |
| 17                           | Turkiet                           | 2                            | 0,08 %                       | 0,48 %                       |
| 18                           | Bosnien och Hercegovina           | 1                            | 0,04 %                       | 0,58 %                       |
| 18                           | Danmark                           | 1                            | 0,04 %                       | 0,40 %                       |
| 18                           | Iran                              | 1                            | 0,04 %                       | 0,73 %                       |
| 18                           | Oceanien                          | 1                            | 0,04 %                       | 0,06 %                       |
| 22                           | Irak                              | 0                            | 0,00 %                       | 1,39 %                       |
| 22                           | Island                            | 0                            | 0,00 %                       | 0,06 %                       |

#### Utländska medborgare
Den 31 december 2016 hade 262 invånare (10,34 %), varav 150 män och 112 kvinnor, ett utländskt medborgarskap och saknade samtidigt ett svenskt sådant. Personer som har både utländskt och svenskt medborgarskap räknas inte av Statistiska centralbyrån som utländska medborgare.

## Kultur

### Kulturarv
År 2022 fanns ett byggnadsminne i kommunen, Kronolägenheten Zakrisbo, Sorseleskogen 1:1. Ett annat kulturarv är Ammarnäs kyrka, som ritats av arkitekten Torben Grut som även ritat Stockholm stadion. Intill finns Ammarnäs kyrkstad och en begravningsplats med naturstenar.
Fornlämningar efter samiska boplatser finns primärt inom Vindelfjällens naturreservat. Därtill finns lämningar efter samiska offerplatser på ett 10-tal platser, exempelvis på Björkfjället där man offrat till ett större vitglänsande kvartsblock. År 1925 påträffades en samisk gudabild, Seite, i trä i en grotta vid Överstjuktan. Den finns numer att beskåda på Nordiska museet.

### Kommunvapen
Blasonering: Sköld, genom ett mantelsnitt i ginstammen delad av blått och av silver, vari två korslagda blå skidor överlagda av ett blått vargspjut med röd spets, varpå trätts en blå renhornsslida, samt med röd skoning på änden.
Detta vapen är resultatet av en tävling på 1960-talet och fastställdes av Kungl. Maj:t så sent som 1970 för att 1974 registreras hos Patent- och registreringsverket enligt de nya regler för skydd av kommunala vapen som trädde i kraft det året.